# У стремені скаженої річки
«У стремені скаженої річки» — радянський двосерійний телефільм 1980 року, знятий режисером Зиновієм Ройзманом на кіностудії «Узбекфільм».

## Сюжет
Балада про кохання, про красу природи, про людські стосунки. Фільм був двічі показаний Центральним телебаченням на початку 1980-х.

## У ролях
- Матлюба Алімова — Маліка
- Рустам Сагдуллаєв — Джавхар
- Шавкат Газієв — Гіяс
- Набі Рахімов — Садик-ака, батько Маліки (дублював Михайло Глузський)
- Роман Громадський — Ігор Іванович Гончарук
- Шоїра Турсунбаєва — Заріфа
- Віталій Леонов — Опанасенко
- Абдураїм Абдувахобов — Малюк
- Шухрат Іргашев — Алішер
- Абдусамад Ганієв — Шухрат
- Костянтин Бутаєв — Тагір
- Пулат Саїдкасимов — Пулат, лікар
- Джавлон Хамраєв — міліціонер
- Бахадур Алієв — роль другого плану
- Ф. Ахунов — роль другого плану
- Сабіт Саїдов — декан
- А. Абдукарімов — роль другого плану
- Руфат Ріскієв — браконьєр
- Бехзод Хамраєв — Санджар, брат Гіяса
- А. Муратова — Анвар-апа, тітка Маліки
- В. Скрягін — роль другого плану
- У. Алієв — роль другого плану
- В. Тороп — роль другого плану
- Ірина Денисова — роль другого плану
- Ірада Алієва — медсестра
- Айбарчин Бакірова — секретар
- Дільноз Расулова — роль другого плану
- Фархад Хайдаров — браконьєр

## Знімальна група
- Режисер — Зиновій Ройзман
- Сценарист — Джасур Ісхаков
- Оператор — Леонід Травицький
- Композитор — Руміль Вільданов
- Художник — Емонуель Калонтаров